# Шатийон-Колиньи
Шатийон-Колиньи (фр. Châtillon-Coligny) — город во Франции.

## География
Город Шатийон-Колиньи находится в центральной части Франции, в департаменте Луаре региона Центр. Административно он входит в кантон Шатийон-Колиньи округа Монтаржи.

## История
Своё нынешнее имя город получил в 1896 году. По меньшей мере с середины XV столетия, то есть с тех пор, как феодальными сеньорами здесь стало аристократическое семейство Колиньи, город назывался Шатийон-сюр-Луан — по названию реки Луан, протекавшей через него. 18 августа 1643 года владение Шатийон-сюр-Луан было провозглашено герцогством Колиньи и пэрством (в бытность Гаспара III де Колиньи фаворитом короля Франции).
В Шатийон-Колиньи в 1788 году родился великий французский физик Антуан Сезар Беккерель.